# ハーフライフ2 サバイバー
『ハーフライフ2 サバイバー』（Half-Life 2: Survivor）はPC用ゲーム『ハーフライフ2』をタイトーがアーケードゲーム用にカスタマイズしたファーストパーソン・シューティングゲーム（FPS）である。2006年6月にリリースした。3つのモードがあり別売りのカードを使えば途中経過を保存することができる。

## 概要
タイトーのアーケード用ネットワークサービス『NESYS』に対応しており、全国対戦が可能である。また、専用カードを使えば全モードネットワーク対応ランキングに参加できる。オンラインアップデートも随時行われている。
アーケード基板には『バトルギア4』でも使用されたTaito Type X+を使用。サウンドにはTX SURROUNDを搭載。インターフェースとして左右のスティックと2つのペダルを使用する。
PC版では腹が裂けて内臓がむき出しだったゾンビの腹が裂けていない等グロテスクな表現は抑えられている。
2007年11月29日午前0時00分に一旦ネットワークサービスを終了した。現在はVer2.0が稼動しており、ネットワークプレイは2007年12月7日午後8時30分に再開したが、Ver2.0のネットワークプレイも2010年2月1日午前6時をもって終了した（これ以降はオフラインでの稼働となるため、NESYSカードは使えなくなる）。ランキング閲覧やキャンプによるカスタマイズも2010年2月25日午前6時をもって終了した。
オンラインサービス終了と前後して、本作を手がけたスタッフが開発した新作FPSの『サイバーダイバー』の稼働を2009年12月17日より開始した。本作のデモ画面でも『サイバー - 』の予告が流され、筐体も本作のものが流用されるなど、実質本作の後継タイトルという位置づけになる。

## 基本操作
左のスティックは移動用、親指の位置にあるボタンはトランシーバー用。右スティックは視点移動と攻撃用。上下に視点移動する場合は操縦桿の要領で手前に倒し上に、奥に倒して下へ移動する。左右に視点を移動する場合は曲げるのではなく（できない）移動したい方向に向ける。親指の位置にあるダイヤルは武器セレクター、人差し指にあるトリガーで発射する。
ペダルは左がしゃがみ、右がジャンプ。スタートボタンはカードなしでゲームを始めることが出来るだけではなく一定時間押し続けることにより強制終了することが出来る。強制終了した場合はストーリーモード、ミッションモードでは無効扱い、バトルモードでは敗戦扱いになる。

## NESYSカード
NESYSカードを使用すると戦績が記録され、ネットワークランキングに登録される。NESYSカードは専用の販売機で販売（店舗によるが店舗カウンターでの販売もある）しており、筐体のカードリーダに差込み使用する。新規カードではキャラクターの選択を行い名前を登録する事により100回まで使うことができる。100回使用したカードでも新たに購入したカードを用意し指示に従いそのカードに引き継げばまた100回使えるようになる。
またPC用Webサイト「HL2 SURVIVOR キャンプ」を使えばカード使用期限の撤廃、バトルモード用トランシーバーメッセージの設定、カード1枚に付き1回のみの名前変更、使用武器の変更、設定などが出来る。なお、キャンプに登録していないカードは最終プレイから90日経つと使用できなくなる。
毎日午前6時から定期メンテナンスのためサービスを停止。カードを使ったプレイは午前8時、キャンプは午前10時まで利用できない。また定期メンテナンスがなくても筐体のネットワークランプが消えている場合はカードを使用したプレイは不可となっている。

## ゲームモード

### ストーリーモード
シングルプレイ（1人用）のモード。内容はPC版の『ハーフライフ2』をアーケード仕様にアレンジしたもので全10チャプターからなる。1つのチャプターはいくつかのシーンで成り立っており、それぞれクリア条件が設定されている。
カードを使わない場合はチャプター1から3までプレイ可能。カードを使う場合、最初はチャプター1しかプレイできないがチャプターをクリアしていくごとに次のチャプターが出来るようになる。
チャプター1は基本的な操作方法を解説するチュートリアルを兼ねている。

### ミッションモード
シングルプレイ（1人用）及び店内マルチプレイ（2人～4人用）のモード。3つのミッションから選び時間制限内にミッションを達成することを目的とする。店内マルチプレイではハイスコアは記録されない。
難易度はカード未使用の場合はNORMALのみであるが、カードを使用すればミッションをクリアしていく毎にそのミッションの選択できる難易度が増えていく（HARD、SUPER HARD）。

### バトルモード
マルチプレイ（8人用）のモード4対4の二つのチームに分かれてのデスマッチ。店内対戦か全国対戦のどちらかを選択することが出来る。チーム選択は店内対戦では可能だが全国対戦では出来ない。全員マッチングできなければ足りない人数分のCPUも参加する。バトルマップは選択できず、毎週月曜日に切り替わる。一部の弾薬（サブマシンガンのグレネードなど）は補充できない（一部のマップを除く）。トランシーバーボタンを押しながら武器セレクターで送るメッセージを選び、トリガーで送信することが出来る。
敵を倒せばポイントが加算され、それと同時に落としたドッグタグを拾うとさらにポイント加算がされるうえライフも多少回復する。先に25000ポイント稼ぐか時間切れ時点で多くポイントを稼いだチームの勝ち。
全国対戦では自動的に初級者（カードなし、D、Eクラス）と中級者（C～AAクラス）上級者（AAAクラス以上）を分けてマッチングされる。バトルをする度にポイントが加算されレベルアップすることが出来る。10段階目レベルアップが完了すればクラスアップと同時に新たな武器が入手できる。
フレンドリーファイア設定が為されているため、意図的に味方を攻撃するプレイヤーの存在が問題視されている。

## 武器
- バール：一般的な打撃武器。スタンスティックαよりもリーチが長く、かつ素早い攻撃が可能（レジスタンスのみ使用可能）。
- スタンスティックα：強力な打撃武器。セカンダリー機能で自分のスーツエネルギーを還元して攻撃力を強化することが可能（コンバインのみ使用可能）。
- サブマシンガン：アタックトリガーを引き続けると連射可能なマシンガン。セカンダリー機能で弾数分（バトル開始時は2発）までグレネードを撃つことができる（コンバインのソルジャーはアイテムショップで購入後使用可能。ただしセカンダリーのグレネードは初期弾数が0発）。
- パルスライフル：保安軍が主に使用している連射式のレーザー兵器。セカンダリー機能で弾数分（バトル開始時は2発）までパルスランチャーを撃つことができる（レジスタンスのソルジャーはアイテムショップで購入後使用可能。ただしセカンダリーのパルスランチャーは弾数が0発）。
- 強化ピストル：スーツを貫通し直接ヘルスにダメージを与える射撃武器。ソルジャー以外の全ジョブで使用可能だがジョブによって多少の性能差がある（レンジャーなら両手持ち、スナイパーならサイレンサー付き、など）。
- ショットガン：6発の弾丸を一度に発射する武器。連射が効かないが近距離での威力は脅威的（レンジャーが使用可能）。
- ショットガン（ダブルカスタム）：アタックトリガーは通常のショットガンと変わらない。セカンダリーでマガジンを2消費して12発の弾丸を一度に発射することが可能（エンジニアが使用可能）。
- グレネード：投げてから数秒後に広範囲の爆発を起こす。セカンダリーで近距離に転がす事が出来る（エンジニア以外の全てのコンバインが使用可能）。
- スモークグレネード：着弾地点に煙幕を発生させ、近辺の視界を曇らせる。セカンダリーはグレネードと同じである（エンジニア以外の全てのレジスタンスが使用可能）。
- キャプチャーグレネード：着弾地点から一定範囲内のプレイヤーを一定時間、行動不能にする。敵味方関係なく効果を及ぼす。セカンダリーはグレネードと同じである（レジスタンスのレンジャー、メディックが使用可能）。
- ポイズングレネード：着弾地点に毒を含んだガスを撒き散らす。ガスに触れると毒状態となる。敵味方関係なく効果を及ぼす。セカンダリーはグレネードと同じである（コンバインのレンジャー、メディックが使用可能）。
- ホワイトアウトグレネード：着弾地点で強力な閃光を発する。着弾地点の方向を向いていた場合、一定時間視力を奪われる。敵味方関係なく効果を及ぼす（レジスタンスのソルジャーが使用可能）。
- ロケットランチャー：着弾地点に広範囲爆発を起こすロケット弾を発射する。発射後は着弾するまで右レバーでレーザー誘導が可能（ソルジャーのみ使用可能）。
- スナイパーライフル：非常に命中率がよく、威力が高いが単発式のライフル。セカンダリーでズームイン、ズームオフができる（スナイパーのみ使用可能）。
- セントリーガン：設置型で、自分の正面にセントリーガン（原作で言うタレットガン）を設置できる。セントリーガンは、射程圏内の敵プレイヤーを自動的に攻撃する（スナイパーのみ使用可能）。
- プロビジョナルシールド：アタックトリガーでシールド設置。目の前の空間に攻撃を防ぐシールドを設置する。シールドは一定時間経過するか、一定量のダメージを受けると消滅する。セカンダリーボタンではスーツエネルギーを消費して耐久力を強化できる（スナイパー、エンジニアが使用可能）。
- スパークジェネレーター：アタックトリガーで遠く投げる。近くの敵プレイヤーに吸着して、スーツエネルギーを吸収し、爆発する。セカンダリーボタンでは近くに投げることができる（ソルジャー、スナイパーが使用可能）。
- グラビティーガン：セカンダリーボタンでドラム缶や設置物、ドックタグなどの特定の物を吸い寄せることができる。アタックトリガーで吸い寄せたものを発射（エンジニアが使用可能）。
- パルスナイフ：アタックトリガーで打撃攻撃。直接ヘルスにダメージを与える。セカンダリーボタンでナイフを投げ当たった敵を消滅させる（レンジャーが使用可能）。
- 357マグナム：連射がきかず、当てにくいが威力が高い武器。また、当たったのに弾かれてダメージにならないことも多々（ソルジャーが使用可能）。
- デコイボム：投げると自分の分身が表示される設置型爆弾。セカンダリーで起爆。分身は敵のレーダーに破壊されるまで表示されるため、敵のかく乱させることができる（スナイパーが使用可能）。
- パワードリンク：プライマリーで投げる。取得すると、一定時間「移動速度」「打撃攻撃力」「耐久力」がアップする。セカンダリーで自分に使用する。また、効果時間中は視界が若干狭まる。1本飲んで、効果時間中にもう1本飲むとさらに視界が狭まる半面、異常な速さで走れる（レジスタンスメディックのみ使用可能）。
- マインドドリンク：プライマリーで投げる。取得すると、一定時間「射撃精度」が異常なまで上昇し、さらに攻撃されても画面がぶれにくくなり「毒」などのステータス異常にもかからない。セカンダリーで自分に使用する（コンバインメディックのみ使用可能）。
- ジャンプドリンク：プライマリーで投げる。取得すると、一定時間「ジャンプ力」「ジャンプ中の射撃精度」「ジャンプ中の打撃攻撃力」がアップする。セカンダリーで自分に使用する。効果時間中にもう1本飲むと、10メートル近い大ジャンプができる。また、効果時間中は落下ダメージを一切受けない（レジスタンスのレンジャーとエンジニアが使用可能）。
- サプライズボックス：プライマリーで自分の前にボックスを設置する。これを破壊すると、｢サブマシンガンの弾薬｣、｢回復キット｣、｢パワードリンク｣、｢マインドドリンク｣、｢ジャンプドリンク｣、｢セカンダリーグレネード｣のどれかがランダムに出現する（レジスタンスのソルジャー、スナイパーが使用可）。
- スタンスナイパーライフル：セカンダリーで２段階ズームが可能。プライマリーで射撃。被弾すると一定時間麻痺状態になる。スナイパーライフルとは違い、１発撃つとリロード動作に入るがズームしてもレーザーサイトが表示されない（スナイパーとメディックが使用可）。
- スタンガン：プライマリーで突いて攻撃する。ヒットしたプレイヤーは麻痺状態になる（メディックとスナイパーが使用可）。
- 強化シェークトラップ：シェークトラップの強化版。作動するとキャプチャーグレネードと似たような爆風が出て、触ったプレイヤーは例外なく捕縛される（エンジニアが使用可）。

## ビデオクリップ
- ハーフライフ2 サバイバー Operation
- ハーフライフ2 サバイバー Mission
- ハーフライフ2 サバイバー Battle
- ハーフライフ2 サバイバー Attract
- ハーフライフ2 サバイバー Story